# Declaració Balfour de 1917
La Declaració Balfour fou una carta, datada del 2 de novembre de 1917, del secretari d'Estat d'Afers Exteriors britànic, Arthur James Balfour, al baró Walter Rothschild, líder de la comunitat jueva britànica, per a transmetre's a la Federació Sionista de la Gran Bretanya i Irlanda.
La carta expressava l'opinió favorable del gabinet britànic de la creació d'una llar nacional pel poble jueu a Palestina, segons l'acord aconseguit el 31 d'octubre de 1917. A més a més, exposava que la declaració era un senyal de la "simpatia amb les aspiracions sionistes jueves", establint que:
| «                | El govern de Sa Majestat considera favorablement l'establiment a Palestina d'una llar nacional pel poble jueu, i utilitzarà el millor dels seus esforços per a facilitar la consecució d'aquest objectiu, amb el benentès que no es realitzarà cap acció que pugui perjudicar els drets civils i religiosos de les comunitats no jueves existents a Palestina, ni els drets i l'estatus polític gaudit pels jueus en qualsevol altre país. | » |
| — Arthur Balfour | |   |

La Declaració de Balfour fou posteriorment incorporada en el tractat de pau de Sèvres i el Mandat britànic de Palestina. El document original està conservat a la Biblioteca Britànica. L'aniversari de la declaració, el 2 de novembre, és commemorat a Israel i per la diàspora jueva com el Dia de Balfour.